# Družiniće
Družiniće (Servisch cyrillisch Дружиниће) is een plaats in de Servische gemeente Sjenica. De plaats telt 19 inwoners (2002).